# 克劳斯·费伦茨
克劳斯·费伦茨（匈牙利語：Krausz Ferenc，1962年5月17日—），是一位匈牙利-奥地利物理学家。他的研究小组率先制出并测量了时间不到1飞秒的光脉冲。研究人员用这些原秒级的光脉冲可以实时观测电子在原子内的运动。这标志了原秒物理的创生。

## 生平
克劳斯生于匈牙利莫尔，曾在罗兰大学学习理论物理，在布達佩斯科技經濟大學学习电气工程。之后进入维也纳科技大学学习，后成为该校教授。2003年，他成为马克斯·普朗克量子光学研究所所长，并在2004年年成为慕尼黑大学实验物理主任。2006年，他与人创立了慕尼黑光子学中心。2013年获费萨尔国王国际奖。2023年與安妮·呂利耶、皮埃尔·阿戈斯蒂尼共同獲頒諾貝爾物理學獎。